# Guruvāyūr
Guruvāyūr är en ort i Indien.   Den ligger i distriktet Thrissur District och delstaten Kerala, i den södra delen av landet, 2 000 km söder om huvudstaden New Delhi. Guruvāyūr ligger 8 meter över havet och antalet invånare är 21 416.
Terrängen runt Guruvāyūr är mycket platt. Havet är nära Guruvāyūr åt sydväst. Runt Guruvāyūr är det mycket tätbefolkat, med 2 181 invånare per kvadratkilometer. Närmaste större samhälle är Kunnamkulam, 6,8 km nordost om Guruvāyūr. I omgivningarna runt Guruvāyūr växer huvudsakligen savannskog.